# Ben Agathangelou
Ben Agathangelou (ur. 4 listopada 1971 w Wielkiej Brytanii) – szef ds. aerodynamiki w hiszpańskim zespole Hispania Racing F1 Team w Formule 1.

## Życiorys
Ben Agathangelou urodził się w Wielkiej Brytanii. Studiował na uniwersytecie University of Southampton w Southampton. Po studiach latem 1994 roku dołączył do brytyjskiego zespołu McLaren, gdzie pracował na stanowisku aerodynamika. Po trzech latach przeniósł się do zespołu Harveya Posthlethwaite'a – Tyrrell Racing na stanowisko starszego aerodynamika. Po roku pracy dla Tyrrell Racing przeniósł się do Honda Racing na stanowisko szefa do spraw aerodynamiki. W 1999 roku został zatrudniony jako szef do spraw aerodynamiki w Benettonie, pracował tam aż do przybycia Mike Gascoyne w 2001 roku, po czym przeniósł się do Jaguar Racing, na tym stanowisku pracował także po przejęciu zespołu przez Red Bull Racing, w 2007 roku został zastąpiony przez Adriana Neweya. W 2010 roku powrócił do Formuły 1 z debiutującym zespołem Hispania Racing F1 Team, gdzie pracuje na stanowisku szefa do spraw aerodynamiki. W 2012 roku dołączył do zespołu Scuderia Ferrari, gdzie pracuje na stanowisku aerodynamika.